# Balogh László (református lelkész)
Balogh László (Bugyi, 1917. november 30. – Kecskemét, 1980. december 4.) magyar református lelkész, esperes.

## Életútja
A gimnáziumot Kunszentmiklóson, míg a teológiát Sopronban (evangélikus, 1938-39), valamint Budapesten (református 1939-42) végezte. Jogi tanulmányait a kecskeméti Református Jogakadémián (1942-43) kezdte, az állam- és jogtudományi diplomát pedig 1948-ban a Pécsi Tudományegyetemen szerezte.
1942-től segédlelkész volt Pándon, Kiskunfélegyházán, Monoron, Bugyin, Szigetszentmiklóson, 1946-tól helyettes lelkész, majd 1947-től lelkész Garán, 1949-től Szeremlén, 1955-től Uszódon, 1959-től pedig Kecskeméten. 1959-től nyugdíjba vonulásáig (1978. október 2.) a Bács-Kiskunsági Egyházmegye esperese volt.

## Műve
- A bácskiskunsági református egyházmegye 10 éve (1952-1962) (Páll Lászlóval, Kecskemét, 1964).